# Santa Cruz Aerodrome
Santa Cruz Aerodrome är en flygplats i Argentina. Den ligger i den södra delen av landet, 1 900 km sydväst om huvudstaden Buenos Aires. Santa Cruz Aerodrome ligger 110 meter över havet.
Terrängen runt Santa Cruz Aerodrome är platt. Havet är nära Santa Cruz Aerodrome åt nordost. Trakten runt Santa Cruz Aerodrome är nära nog obefolkad, med mindre än två invånare per kvadratkilometer.. Närmaste större samhälle är Puerto Santa Cruz, 4,0 km öster om Santa Cruz Aerodrome. 
Trakten runt Santa Cruz Aerodrome består i huvudsak av gräsmarker.